# Srednja vas, Radovljica
Srednja vas je naselje v Občini Radovljica.